# Tête de l'Aulp
La tête de l'Aulp, anciennement orthographié tête de l'Aup, est un sommet de France situé dans les Alpes, en Savoie et Haute-Savoie. Avec 2 129 mètres d'altitude, il domine les sources du Fier dans la vallée de Manigod à l'ouest et le val d'Arly et Crest-Voland à l'est. Il se trouve dans la chaîne des Aravis, au sud-ouest des Trois Aiguilles ou pointe de Mandallaz et au nord de la Goenne. La Rouelle, une antécime, s'élève à 2 082 mètres d'altitude sur son arête méridionale.